# Třída Niedersachsen (F126)
Třída Niedersachsen (F126) je perspektivní třída víceúčelových fregat německého námořnictva. Konstrukčně vychází z fregat třídy Baden-Württemberg (F125). Budou schopna boje proti hladinovým a vzdušným cílům i ponorkám. Plánována je stavba šesti jednotek této třídy. Nejprve byly objednány čtyři, přičemž roku 2024 byl uplatněna opce na pátou a šestou jednotku. Prototyp má být do služby přijat roku 2028.

## Stavba
Plavidla byla původně označována jako Korvette 131 (K131), což bylo změněno na Mehrzweckkampfschiff 180 (MKS 180, což znamená víceúčelová bojová loď 180). Soutěže na vývoj nové třídy se účastnila tři konsorcia: German Naval Yards Kiel (GNYK) / BAE Systems, ThyssenKrupp Marine Systems (TKMS) / Lürssen a Damen Group / Blohm + Voss. Námořnictvo požadovalo až šest nových plavidel, ale kvůli dostatku financí hrozilo jejich seškrtání na čtyři. V roce 2017 ale bylo potvrzeno, že bude skutečně objednáno šest jednotek. Když byla ze soutěže vyškrtnuta loděnice Lürssen, jejíž partner TKMS se spojil s týmem vedeným loděnicí GNYK v Kielu, aby ze soutěže zcela nevypadl. Dne 14. ledna 2020 Německé ministerstvo obrany oznámilo, že vítězem soutěže se stalo konsorcium Damen Group a Blohm + Voss. Samotná stavba plavidel byla svěřena loděnici Blohm + Voss v Hamburku. Neúspěšná loděnice German Naval Yards výsledky napadla, následný přezkum však v květnu 2020 vítěze soutěže potvrdil a loděnice svůj podnět stáhla. V červnu 2020 loděnice Damen získala kontrakt na stavbu čtyř fregat MKS 180 s opcí na další dvě. V prosinci 2020 bylo označení třídy změněno z dosavadního MKS 180 na Fregatte 126 (F126).
Fregaty postavily německé loděnice, které se skládají z NVL Group (pobočky Blohm + Voss a Peene-Werft ve Volehošti) a GNYK. Slavnostní první řezání oceli na prototypovou jednotku Niedersachsen proběhlo 5. prosince 2023 v loděnici Peene-Werft.
V červnu 2024 byla uplatněna opce na pátou a šestou fregatu, takže počet objednaných plavidel se zvýšil na šest.
Jednotky třídy Niedersachsen:
| Jméno         | První řezání oceli | Založení kýlu  | Spuštěna na vodu | Vstup do služby      | Status    |
| ------------- | ------------------ | -------------- | ---------------- | -------------------- | --------- |
| Niedersachsen | 5. prosince 2023   | 3. června 2024 |                  | červenec 2028 (plán) | ve stavbě |
| Saarland      |                    |                |                  |                      | objednána |
| Bremen        |                    |                |                  |                      | objednána |
| Thüringen     |                    |                |                  |                      | objednána |
|               |                    |                |                  |                      | objednána |
|               |                    |                |                  | 2034 (plán)          | objednána |

## Konstrukce
Plavidla budou mít modulární konstrukci. Budou vybavena prostory pro modulární vybavení (tzv. mission modules), umožňující plnění specializovaných misí (např. průzkum, evakuace, velení operačnímu svazu, eskorta nákladních lodí). Základní posádku bude tvořit 125 osob, které doplní až 73 členů obsluhy specializovaného vybavení. Plavidla ponesou bojový řídící systém Thales TACTICOS, víceůčelový radar APAR Block 2, vyhledávací radar Hensoldt TRS-4D, elektro-optický systém řízení palby Mirador Mk.2 a systém elektronického boje Rohde & Schwarz KORA. Plné složení výzbroje není známo. Plavidla ponesou 127mm kanón Otobreda 127/64 LW vybavený municí Vulcano, dva 27mm kanóny Rheinmetall MLG 27, 12,7mm kulomety ve čtyřech dálkově ovládaných zbraňových stanicích Leonardo Lionfish 12,7 Top, dva raketové obranné systémy RIM-116 Rolling Airframe Missile, šestnáct vertikálních odpalovacích zařízeních Mk 41 pro 64 protiletadlových řízených střel Evolved Sea Sparrow Missile Block 2 a osm protilodních střel Naval Strike Missile. Na zádi bude přistávací plocha a hangár pro dva vrtulníky či drony. Pohonný systém bude koncepce CODLAD. Kombinuje dva diesely MAN 16V32/44CR a čtyři dieselgenerátory MTU 20V 4000 M65L, pohánějící prostřednictvím dva převodovek RENK dva lodní šrouby. Nejvyšší rychlost přesáhne 26 uzlů. Dosah přesahuje 4000 námořních mil.